# Konfrontacja w Mukaczewie
Konfrontacja w Mukaczewie – incydent zbrojny, który miał miejsce w lipcu 2015 roku w mieście Mukaczewo i okolicach w obwodzie zakarpackim na Ukrainie wskutek konfliktu pomiędzy lokalnymi działaczami Prawego Sektora a deputowanym do Rady Najwyższej Ukrainy Mychajłem Łanio.

## Przebieg wydarzeń
Po południu 11 lipca 2015 roku w Mukaczewie podczas spotkania deputowanego do Rady Najwyższej Mychajła Łanio z dowódcą 1. batalionu rezerwowego Ukraińskiego Korpusu Ochotniczego Prawego Sektora Romanem Stojką („Uczciwym”), przybyłym w towarzystwie grupy uzbrojonych bojowników na czterech SUV-ach, doszło do gwałtownej strzelaniny, w której zginęła jedna osoba cywilna.
Po przybyciu milicji na miejsce zdarzenia bojownicy Prawego Sektora rzucili granat dymny, przedarli się przez blokadę i uciekli z miasta. Na drodze międzynarodowej Kijów–Czop, przy stacji benzynowej w pobliżu miejscowości Ławki trafili na milicyjny punkt kontrolny, przy którym służby państwowe miały zamiar przechwycić oddział. Na miejsce przybyło całe kierownictwo wydziału obwodowego Ministerstwa Spraw Wewnętrznych z naczelnikiem Serhijem Szaranyczem. Bojownicy Prawego Sektora przedarli się przez posterunek, używając karabinów szturmowych, karabinu maszynowego zamontowanego na jednym z samochodów oraz granatników. W rezultacie zniszczone zostały trzy radiowozy, a stacja benzynowa uległa podpaleniu. Podczas strzelaniny rannych zostało sześciu milicjantów i trzech cywilów, którzy przez przypadek znaleźli się na miejscu zdarzenia.
Po opuszczeniu samochodów bojownicy Prawego Sektora ukryli się w pobliskim lesie, gdzie podjęli próbę obrony. Dwóch z nich zginęło, a czterech zostało rannych. Inny deputowany do Rady Najwyższej i jeden z najbardziej wpływowych ludzi na Zakarpaciu Wiktor Bałoha próbował tam z nimi negocjować. Później donoszono, że to on finansował zakarpacki Prawy Sektor. Według Bałohi, otoczeni bojownicy przedstawili dwa warunki przerwania walki:
- sam lider Prawego Sektora Dmytro Jarosz musi nakazać im złożenie broni;
- zostaną natychmiast wysłani do Kijowa, do siedziby głównej SBU[5].

Prezydent Ukrainy Petro Poroszenko zażądał niezwłocznego ukarania tych, którzy „rozpoczęli wojnę w spokojnym mieście”. Tego samego dnia Prokuratura Generalna Ukrainy powołała specjalną, międzyresortową grupę do zbadania incydentu, a następnie wszczęła postępowanie karne na podstawie art. 255 § 1 „Tworzenie organizacji przestępczych” oraz art. 258 § 2 „Akt terroryzmu” Kodeksu Karnego Ukrainy.
Jednostki specjalne Służby Bezpieczeństwa Ukrainy i Ministerstwa Spraw Wewnętrznych przez całą noc z 11 na 12 lipca przygotowywały się do szturmu na pozycje bojowników w lesie pod Mukaczewem. Akcją kierował osobiście szef SBU Wasyl Hrycak. Atak został jednak odroczony ze względu na przybycie na Zakarpacie Dmytro Jarosza w towarzystwie dowódcy Ukraińskiego Korpusu Ochotniczego Andrija Stempyckiego oraz lidera cywilnego skrzydła Prawego Sektora Andrija Tarasenki, po czym Jarosz rozpoczął rozmowy z Hrycakiem i Poroszenką w celu rozwiązania sytuacji. Według relacji Jarosza, zażądał on od przywódców kraju aresztowania deputowanego Mychajła Łanio i Wiktora Medwedczuka, kierownika lokalnej milicji.
Prawy Sektor zamieścił na swojej oficjalnej stronie internetowej apel do narodu ukraińskiego, w którym poinformowano, że osoby związane z deputowanym Łanio wraz z milicjantami próbowały zniszczyć bazę Prawego Sektora w Mukaczewie, a podczas zaciętej walki dwóch bojowników zostało zabitych, a czterech rannych. Według organizacji, jej bojownicy przedarli się przez blokadę i wycofali w góry, a milicjanci zaangażowani w nieudaną operację są teraz przetrzymywani przez Medwedczuka.
12 lipca oddziały Gwardii Narodowej i sprzęt wojskowy z poligonu w Jaworowie pod Lwowem przybyły w rejon Mukaczewa.

### Różne wersje wydarzeń
Na filmiku rozpowszechnianym przez wydziały prasowe Prawego Sektora, nagranym telefonem komórkowym przez bojowników otoczonych w lesie, stwierdzono, że konflikt rozpoczął się trzy dni przed główną strzelaniną, kiedy Mychajło Łanio wezwał ich na rozmowy do swojej bazy sportowej Antares w związku z faktem, że patrole Ukraińskiego Korpusu Ochotniczego blokowały trasy przemytników w regionie. 11 lipca na kompleksie sportowym czekało na nich kilkudziesięciu uzbrojonych mężczyzn. W trakcie rozmów Łanio rzekomo oświadczył, że ten teren i przemyt na jego obszarze należą do niego, a także iż on i Szaranycz nikomu nie pozwolą na naruszenie ich wpływów. Miał też oświadczyć, że szef miejscowej milicji Wiktor Medwedczuk jest za nimi, po czym zaczął grozić przybyłym. Według słów dowódcy 1. batalionu Ukraińskiego Korpusu Ochotniczego Romana Stojki, przerwał mu i stwierdził, że zamierza kontynuować swoje działania przeciwko przemytnikom. Wychodząc z gabinetu deputowanego, bojownicy Prawego Sektora zauważyli, że ochronę obiektu wzmocniły siły specjalne milicji w dwóch samochodach z karabinami maszynowymi, dlatego postanowili rzucić granat dymny, aby opuścić teren kompleksu sportowego pod osłoną dymu. W wyniku rozpoczętej strzelaniny jeden z bojowników Prawego Sektora został ranny. Przy wyjściu bojowników próbowali zatrzymać milicjanci, którzy zaproponowali im złożenie broni, grożąc, że inaczej zostaną zniszczeni.
Natomiast według wersji deputowanego Łanio, przedstawiciele Prawego Sektora przyszli do niego, weszli do jego biura i pili z nim kawę. Przedstawiciele Prawego Sektora rzekomo poprosili go o pomoc w przyjęciu do sanatorium weteranów wojny na wschodnie Ukrainy, na co Łanio się zgodził. Później, podczas rozmowy w biurze, padł strzał na ulicy. Asystent deputowanego, który wszedł do biura, powiedział, że zabito człowieka. Zapytany przez Łanio, co się dzieje, dowódca batalionu miał odpowiedzieć: „Mówię, Misza, że oni wszyscy wracają tutaj ranni, potrzebują pomocy”. Następnie, według Łanio, aby uspokoić „chłopaków z Prawego Sektora”, bojownicy wyszli na zewnątrz, a dowódca batalionu wydał rozkaz wniesienia ciała na teren kompleksu sportowego. Ofiara zmarła kilka dni później.
Ze strony milicji w wydarzeniach wzięli udział ludzie ubrani w dresy, których rzecznik ukraińskiego MSW Artem Szewczenko nazwał najpierw „milicjantami, którzy przybiegli na alarm i nie mieli czasu przebrać się w mundury”, a następnie zapewniał, że mężczyzna w sportowych spodniach, który pojawia się na filmie nagranym przez Radio Swoboda i Reutersa, to miejscowy myśliwy Mykoła Jowbak. Później jednak pojawiły się informacje, że Jowbak był człowiekiem ze świty deputowanego Łanio, czemu on sam zaprzeczył, twierdząc, że pracował na ochotnika jako zastępca inspektora i do nikogo nie strzelał.

### Działania Prawego Sektora
Już 11 lipca Prawy Sektor zapowiedział pełną mobilizację i rozpoczął bezterminowy protest (który potrwał do 19 lipca) przed budynkiem Administracji Prezydenta w Kijowie, domagając się dymisji ministra spraw wewnętrznych Ukrainy Arsena Awakowa, a także dymisji i aresztowania przywódców milicji na Zakarpaciu. Do protestu przyłączyli się aktywiści nacjonalistycznej organizacji Sicz. Protesty Prawego Sektora zorganizowano także przed budynkami obwodowych wydziałów MSW w Chersoniu, Tarnopolu i Dniepropietrowsku, na placu Wolności w Charkowie oraz przed budynkiem Obwodowej Administracji Państwowej we Lwowie. W celu zablokowania ruchu sprzętu wojskowego i żołnierzy Gwardii Narodowej w kierunku Mukaczewa działacze Prawego Sektora utworzyli punkty kontrolne na obwodnicy Lwowa i na drodze Lwów–Tarnopol. Punkty kontrolne ustawiono również przy drogach wyjazdowych z Kijowa w kierunku Boryspola i Żytomierza.

12 lipca Prawy Sektor opublikował na swojej stronie internetowej apel do ukraińskich żołnierzy: 

Podczas gdy my przelewamy krew w okopach, grupa cynicznych oszustów nadal plądruje i rujnuje Ukrainę. Wszyscy wiemy, co nas czeka, gdy po zwycięstwie wrócimy do domu – chaos, upadek i bieda. My, bojownicy Ukraińskiego Korpusu Ochotniczego, uważamy, że walka z tymi rabusiami jest nie mniej ważna niż walka z wrogiem zewnętrznym. Wzięliśmy na siebie odpowiedzialność za walkę z korupcją, przemytem, handlem narkotykami i innymi haniebnymi przestępstwami, w które bezpośrednio zaangażowani są najwyżsi urzędnicy naszego państwa. 11 lipca nasi bracia, którzy przeżyli wojnę i wrócili do domu na Zakarpacie, wdali się w nierówną walkę z lokalnymi gangami przestępczymi, które działają pod przykryciem i przy wsparciu milicji. Zginęło dwóch bojowników. Zginęli nie z rąk wrogów na Wschodzie, ale przez uzbrojonych bandytów i milicję we własnym kraju [...] Mamy informacje, że reżim planuje użyć do walki z nami żołnierzy Sił Zbrojnych Ukrainy, z którymi przeszliśmy trudne drogi wojny [...] Władze próbują nas skłócić, zmusić do strzelania do siebie nawzajem, a nie do prawdziwych wrogów Ukrainy. Władze chcą przelania braterskiej krwi, żebyśmy nigdy więcej nie uścisnęli sobie dłoni. Nalegamy, abyście nie wykonywali tych haniebnych rozkazów [...] Ukraiński Korpus Ochotniczy i Siły Zbroje Ukrainy nie mają o co ze sobą walczyć. Mamy wspólny cel: zbudować nowe, sprawiedliwe państwo. W tym celu każdego dnia ryzykujemy życiem zarówno na froncie, jak i na tyłach. I tylko razem zwyciężymy

## Reakcje na wydarzenia

### Reakcja władz ukraińskich
13 lipca na posiedzeniu Gabinetu Wojennego Rady Bezpieczeństwa Narodowego i Obrony prezydent Poroszenko zażądał „rygorystycznego i pryncypialnego śledztwa w sprawie wszystkich zaangażowanych”. 14 lipca Rada Najwyższa poparła powołanie tymczasowej komisji parlamentarnej do zbadania okoliczności konfliktu na Zakarpaciu, na czele której stanął deputowany Mykoła Pałamarczuk. Komisji polecono sprawowanie kontroli parlamentarnej nad bezstronnym i przejrzystym dochodzeniem w sprawie okoliczności incydentu. Premier Ukrainy Arsenij Jaceniuk powiedział w wywiadzie dla Associated Press: „Tu nie chodzi o Prawy Sektor. Mówimy o korupcji, przemycie i broni na ulicach [...] Wspierali przemytników i przemyt, a za popełnione zbrodnie wszyscy zostaną pociągnięci do odpowiedzialności”. 13 lipca Jaceniuk polecił Romanowi Nasirowowi, przewodniczącemu Państwowej Służby Skarbowej, zwolnić wszystkich zakarpackich celników. 15 lipca Poroszenko zwolnił Wasyla Hubala ze stanowiska prezesa Zakarpackiej Obwodowej Administracji Państwowej i powołał na jego miejsce Hennadija Moskala. W tym samym czasie wszyscy naczelnicy powiatowych zarządów obwodu zakarpackiego napisali wnioski o zwolnienie ze służby i zostali odwołani 17 lipca. Powołano także nowych szefów departamentów Ministerstwa Spraw Wewnętrznych i Służby Bezpieczeństwa Ukrainy na Zakarpaciu (podczas gdy były szef MSW obwodu zakarpackiego Szaranycz został awansowany na stanowisko I zastępcy szefa Departamentu Śledztw Kryminalnych Ministerstwa Spraw Wewnętrznych Ukrainy). Prezydent Poroszenko polecił „zresetować” cały personel Państwowej Służby Granicznej na Zakarpaciu. W wyniku oficjalnego śledztwa w sprawie wydarzeń w Mukaczewie, podpułkownik SBU Wasyl Szczadej został zwolniony za zorganizowanie spotkania bojowników Prawego Sektora z grupą deputowanego Mychajła Łanio, podczas którego doszło do konfliktu.

### Reakcje za granicą
W związku z wydarzeniami w Mukaczewie Węgry zaostrzyły środki bezpieczeństwa na swojej granicy z Ukrainą, zintensyfikowały kontrole przybywających z Ukrainy pojazdów oraz zwiększyły liczbę patroli policyjnych w miejscowościach przygranicznych. Zdaniem węgierskiego szefa kancelarii premiera Jánosa Lázára rząd Węgier był poważnie zaniepokojony wydarzeniami w Mukaczewie i zamierzał chronić Węgrów mieszkających na Ukrainie. Misja Obserwacyjna OBWE wysłała patrol w celu monitorowania sytuacji w rejonie Mukaczewa. 21 lipca ambasador USA na Ukrainie Jeffrey Payette odwiedził Zakarpacie. Po rozmowach z nowym naczelnikiem Obwodowej Administracji Państwowej Hennadijem Moskalem w pełni poparł działania władz ukraińskich i potępił użycie broni przez Prawy Sektor.
Na jednym z nagrań ze strzelaniny w Mukaczewie widać, że jeden z samochodów użytych przez Prawy Sektor posiadał polskie tablice rejestracyjne GKS zarezerwowane dla powiatu kościerskiego. Po rejestracji swój dawny samochód rozpoznał przedsiębiorca z Kościerzyny, którzy sprzedał SUV-a kilka miesięcy wcześniej. Prawdopodobnie pojazd trafił na Ukrainę jako wsparcie dla ukraińskich batalionów ochotniczych do użycia na froncie wojny w Donbasie. Śledztwo w tej sprawie prowadziła Agencja Bezpieczeństwa Wewnętrznego. Ukraiński dziennikarz i bloger Ołeksandr Poddubnyj skomentował tę sytuację: „Jeśli się potwierdzi, że jest to jeden z samochodów, który Polacy przekazali Prawemu Sektorowi w ramach wsparcia dla ukraińskich batalionów ochotniczych i przeznaczonych wyłącznie do prowadzenia działań wojennych w Donbasie, konsekwencje będą nieprzewidywalne. Oczywiste jest, że w tym przypadku Prawy Sektor będzie musiał zapomnieć o jakiejkolwiek pomocy z Polski (a w rezultacie prawdopodobnie także z innych krajów)”. Na kolejnym wideo widać, że inny samochód Prawego Sektora ma czeskie tablice rejestracyjne.
Ze względu na to, że wydarzenia w Mukaczewie toczyły się blisko granicy polsko-ukraińskiej oraz wyznawaną przez Prawy Sektor ideologię ukraińskiego nacjonalizmu, część polskich środowisk narodowych wyraziła obawę, że bojówkarze mogą przekroczyć polską granicę i dokonywać mordów na Polakach. Skrajnie prawicowa organizacja Falanga ogłosiła formowanie „ochotniczych patroli antybanderowskich” w Bieszczadach.

### Reakcja formacji ochotniczych
Służba prasowa batalionu OUN podała, że „coś, co gotowało się od miesięcy, wydarzyło się teraz na Zakarpaciu: bandyci próbowali fizycznie zniszczyć bojowników Prawego Sektora”. W związku z tymi wydarzeniami batalion wyraził gotowość do „stanięcia ramię w ramię ze swoimi towarzyszami w walce z wewnętrznym okupantem”. Kierownictwo Pułku „Azow” oświadczyło: „Rozumiemy niezadowolenie ukraińskiego społeczeństwa i patriotów z negatywnych tendencji w państwie. Jednocześnie nalegamy na zapobieżenie konfrontacji wewnętrznej w kraju toczącym ostrą wojnę z silnym przeciwnikiem”. Dowództwo pułku zaproponowało uchylenie immunitetu deputowanych Łanio i Bałohi oraz przejęcie pełnej kontroli nad działaniami lokalnych organów ścigania zaangażowanych w konflikt. Bojownicy specjalnego batalionu Gwardii Narodowej „Donbas” wezwali do natychmiastowego zaprzestania wszelkich prób siłowego rozwiązania sytuacji w Mukaczewie.

## Dalsze wydarzenia

### Poszukiwania zbiegów
12 lipca dwóch otoczonych w lesie bojowników Prawego Sektora poddało się władzom. Reszta zdołała uciec i uniknąć poszukiwań.
Według Ministerstwa Spraw Wewnętrznych 13 lipca w rejonie mukaczewskim widziano dwóch uzbrojonych mężczyzn w strojach maskujących. Funkcjonariusze milicji i SBU próbowali ich zatrzymać, ale ci uciekli, zasłaniając się dzieckiem wziętym jako zakładnika. Dziecko zostało później uwolnione. W filmie zamieszczonym na stronie MSW potwierdziło ono oficjalną wersję wydarzeń. Prawy Sektor nazwał to nagranie fałszywką i stwierdził, że „ta informacja jest częścią otwartej wojny przeciwko naszemu ruchowi wojskowo-politycznemu”.
Do 14 lipca zatrzymano czterech członków Prawego Sektora. SBU przeprowadziła liczne rewizje u osób związanych z Prawym Sektorem, znajdując u nich broń palną, granaty, amunicję i inne nielegalne przedmioty. 15 lipca Prokuratura Generalna ogłosiła skonfiskowanie broni i amunicji podczas przeszukań członków ruchu Prawego Sektora oraz w biurze organizacji w Użhorodzie. 23 lipca podejrzenie popełnienia przestępstwa z art. 255 § 1 („Tworzenie organizacji przestępczej i udział w niej”) oraz art. 258 § 3 („Akt terroryzmu”, w wyniku którego doszło do śmierci osoby) Kodeksu Karnego Ukrainy, prokuratura przedstawiła sześciu bojownikom Prawego Sektora, w tym 4 zatrzymanym.
14 lipca w pobliżu posterunków milicji we Lwowie doszło do dwóch eksplozji, w wyniku których rany odniosło dwóch milicjantów. Ministerstwo Spraw Wewnętrznych Ukrainy stwierdziło, że wiąże te eksplozje z wydarzeniami na Zakarpaciu; Prawy Sektor zaprzeczył oskarżeniu. Tego samego dnia na Twitterze szefa MSW i administracji prezydenta pojawiły się informacje dotyczące Prawego Sektora, którym władze później zaprzeczyły, twierdząc, że ich konta zostały zhakowane. 13 lipca włamano się na konto Rady Bezpieczeństwa Narodowego i Obrony Ukrainy. Minister spraw wewnętrznych Arsen Awakow nazwał te wydarzenia próbą „przekształcenia konfliktu państwa z bandytami na wewnętrzny konflikt pomiędzy proukraińskimi siłami patriotycznymi”.
W nocy 15 lipca w Użhorodzie spłonęły dwa samochody, z których jeden należał do miejscowego prokuratora, a drugi (według niepotwierdzonych doniesień) do przedstawiciela Prawego Sektora. W nocy 18 lipca dwóch nieznanych sprawców zaatakowało i ciężko raniło strażnika tunelu kolejowego pomiędzy wioskami Nyżne Synjowydne i Werchnje Synjowydne w obwodzie lwowskim. 20 lipca zostały spalone dwa samochody służbowe należące do jednego z komisariatów milicji w Iwano-Frankiwsku, a jeden został uszkodzony.
Zakrojona na szeroką skalę operacja SBU i Gwardii Narodowej mająca na celu przeczesanie terenu w pobliżu góry Jawornik na Zakarpaciu trwała co najmniej do końca lipca, ale zakończyła się niepowodzeniem. Sugerowano, że uciekinierzy mogli uciekać w kierunku polskiej granicy lub do innego obwodu. 26 lipca okazało się, że Ministerstwo Spraw Wewnętrznych zidentyfikowało wcześniej dziesięciu domniemanych uczestników zdarzenia w kompleksie sportowym Antares i strzelaniny w pobliżu stacji benzynowej. 2 sierpnia Aleksij Byk, rzecznik 13. batalionu Prawego Sektora, powiedział stacji 112 Ukraina, że bojownicy Prawego Sektora, którzy brali udział w wydarzeniach w Mukaczewie, są w bezpiecznym miejscu: „Ich życie jest teraz w niebezpieczeństwie, więc wszelkie informacje w tej sprawie mogą im zaszkodzić, nie ujawnimy ich”. 6 sierpnia szef zakarpackiej Obwodowej Administracji Państwowej Hennadij Moskal powiedział dla 5 kanału, że wszyscy uczestnicy starcia w Mukaczewie ze strony Prawego Sektora zostali zidentyfikowani. Do tej pory przed organami ścigania miało ukrywać się 9 uzbrojonych przedstawicieli Prawego Sektora biorących udział w incydencie w Mukaczewie: „Według moich danych w strzelaninie wzięło udział 14 osób, jeden zginął, dwóch poddało się, dwóch zostało rannych, miejsce pobytu pozostałych nie jest znane. Kierownictwo Prawego Sektora musi zrozumieć, że ukrywanie uzbrojonych przestępców również jest przestępstwem”.
6 sierpnia szef tymczasowej komisji śledczej Mykoła Pałamarczuk poinformował, że wszczęto około 10 spraw karnych przeciwko bojownikom z Prawego Sektora, którzy wzięli udział w strzelaninie w Mukaczewie za porwanie, groźby użycia siły i nielegalne użycie broni. 18 sierpnia Ministerstwo Spraw Wewnętrznych Ukrainy oświadczyło, że Roman Stojko („Uczciwy”), dowódca 1. batalionu Ukraińskiego Korpusu Ochotniczego, jest poszukiwany pod zarzutem stworzenia organizacji terrorystycznej. Na początku września Hennadij Moskal poinformował na kanale 112 Ukraina, że bojownicy Prawego Sektora, którzy brali udział w wydarzeniach w Mukaczewie, ukrywają się w bazie Ukraińskiego Korpusu Ochotniczego pod Dniepropietrowskiem. 8 września 2015 roku w wypadku samochodowym w obwodzie dniepropietrowskim zginęło dwóch z nich.

### Prawy Sektor
17 lipca na konferencji prasowej w Kijowie Dmytro Jarosz, biorąc odpowiedzialność za wydarzenia w Mukaczewie, zaproponował amnestię bojownikom Prawego Sektora uwikłanym w incydent, w zamian za wcielenie Prawego Sektora do Sił Zbrojnych Ukrainy „na naszych warunkach”. Zauważył, że nie usprawiedliwia członków Prawego Sektora, którzy otworzyli ogień, ale powiedział też, że „są w stanie wojny ze zgniłym systemem”. Według Jarosza „władze toczyły wojnę informacyjną przeciwko Prawemu Sektorowi i próbują wykorzystać ten incydent do zniszczenia naszych struktur, i bojowych, i tyłowych, i politycznych”. Jarosz oświadczył również, że nie wzywał zbiegłych bojowników do poddania się, ponieważ nie wierzy w gwarancje bezpieczeństwa, a jeśli siły bezpieczeństwa zarządzą ich eliminację, Prawy Sektor zastrzega sobie prawo do ochrony swoich bojowników.
21 lipca nadzwyczajny zjazd organizacji zdecydował zmienić jego nazwę na „Ruch Wyzwolenia Narodowego Prawy Sektor” i odmówić udziału w wyborach samorządowych jesienią 2015 roku. Tego samego dnia na placu Niepodległości w Kijowie odbyła się narada ludowa zorganizowana przez ruch Prawego Sektora. Motywem przewodnim wystąpień była krytyka rządu. Dmytro Jarosz, który pojawił się na samym końcu, ogłosił: „Nie będziemy niszczyć budynków: dziś wieczorem rozpoczyna się nowy etap rewolucji!”. W istocie, główną decyzją kongresu było ograniczenie działalności politycznego skrzydła ruchu – partii Prawy Sektor – na rzecz „skrzydła władzy” (Ukraiński Korpus Ochotniczy), przy jednoczesnej odmowie udziału w wyborach samorządowych i deklaracji nieufności wobec wszystkich władz wykonawczych oraz ustawodawczych. W związku z tym ogłoszono żądanie przeprowadzenia ogólnokrajowego referendum w sprawie wotum nieufności wobec parlamentu, rządu i prezydenta. Żądano także wprowadzenia stanu wojennego, wypowiedzenia porozumień mińskich z równoległą blokadą okupowanych terytoriów Krymu i Donbasu oraz bezwarunkową legalizację batalionów ochotniczych.

### Komisja Pałamarczuka
18 września Mykoła Pałamarczuk, przewodniczący tymczasowej komisji śledczej Rady Najwyższej, ogłosił wstępne sprawozdanie z działań komisji:
- głównym powodem wydarzeń w Mukaczewie był fakt, że w czasie, który minął od Euromajdanu, w obwodzie zakarpackim nie zaszły żadne realne zmiany. Na tle trudnej sytuacji kryminogennej i niezadowalającej sytuacji społeczno-gospodarczej regionu, charakteryzującej się masowym bezrobociem oraz skrajnie niskim poziomem życia zdecydowanej większości ludności, zaostrzyły się stosunki pomiędzy radykalnymi elementami społeczeństwa: w szczególności powracającymi z frontu w Donbasie a organami ścigania. Incydent zbrojny stał się możliwy dzięki istnieniu na Zakarpaciu sprzyjających warunków dla bezkarnej działalności zbrojnych grup przestępczych, w tym posługujących się symbolami organizacji partyjnych. W tych warunkach, pod auspicjami organizacji społeczno-politycznych, grupa osób niezadowolonych z sytuacji na Zakarpaciu, a w szczególności z pracy organów ścigania, próbowała przejąć funkcje organów ścigania i wymiaru sprawiedliwości. Poza patriotami obejmowała ona także osoby, które realizowały dążenia odbiegające od oficjalnych celów tych ruchów społeczno-politycznych, w tym Prawego Sektora. Działania tych osób były ewidentnie samolubne, w szczególności starały się one przejąć kontrolę nad przemytem w okolicy i czerpać z niego duże zyski;
- szef prokuratury obwodowej poinformował komisję, że batalion rezerwowy Ukraińskiego Korpusu Ochotniczego Prawego Sektora usiłował wywrzeć presję psychologiczną na prokuraturę, aby ta wpłynęła na decyzje procesowe w postępowaniu karnym członków batalionu. W szczególności jego członkowie grozili przedstawicielom organów ścigania, a także rodzinie prokuratora obwodowego i jego zastępcom, którzy brali udział w postępowaniu karnym przeciwko bojownikom Ukraińskiego Korpusu Ochotniczego;
- zdaniem szefa komisji „istnieją powody, by sądzić, że konflikt w Mukaczewie został w dużej mierze sprowokowany działaniami kierownictwa Ministerstwa Spraw Wewnętrznych i Służby Bezpieczeństwa Ukrainy na Zakarpaciu, gdyż szefowie i pracownicy tych organów nie tylko zostali poinformowani o spotkaniu przedstawicieli Ukraińskiego Korpusu Ochotniczego z deputowanym Mychajłem Łanio, ale także uczestniczyli w tym spotkaniu i jego wsparciu operacyjnym”. Jednym z powodów takiego stanu rzeczy, zdaniem deputowanego, może być osobisty interes szefów MSW i SBU obwodu zakarpackiego, z których część zachowała swoje stanowiska po wydarzeniach w Mukaczewie[73];
- na podstawie zebranych przez komisję materiałów można stwierdzić, że główną przyczyną zbrojnego incydentu w Mukaczewie było wyjaśnienie relacji pomiędzy przedstawicielami głównych grup politycznych i biznesowych obwodu zakarpackiego w zakresie kontroli przepływu przemytu przez region. Przemyt był i pozostaje jednym z kluczowych czynników determinujących nie tylko stan korupcji i przestępczości zorganizowanej, ale także sytuację gospodarczą, polityczną i społeczną na Zakarpaciu, a także wpływa na działalność lokalnych wydziałów MSW i SBU, przekształcając je w wielu przypadkach z organów ścigania w organizacje przestępcze. Zamiast współpracować przy wykonywaniu przewidzianych prawem funkcji przeciwdziałających przemytowi, organy ścigania obwodu konkurowały o kontrolę nad przepływem przemytu. Zaprzestanie przemytu wymaga praktycznie całkowitej, a nie wybiórczej zmiany kierownictwa organów ścigania na Zakarpaciu[7].